# Kimura Shōhachi

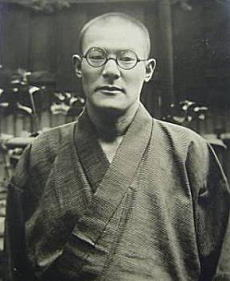
Kimura Shōhachi

Kimura Shōhachi (japanisch 木村 荘八; geboren 21. August 1893 in Tokio; gestorben 18. November 1958) war ein japanischer Maler, Essayist und Holzschnittkünstler.

## Leben und Wirken
Kimura Shōhachi wurde als Sohn eines Gastwirtes im Stadtteil Nihonbashi von Tokio geboren. Schon während der Schulzeit interessiert er sich für Französisch, für Literatur und für das Theater. Er begann ein Studium der Malerei in der Kunstschule „Aoibashi yōga kenkyūjo“ (葵橋洋画研究所), wo er den Maler Kishida Ryūsei kennenlernte. 1912 beteiligte er sich an der Gründung der Künstlervereinigung „Fuzenkai“(フュウザン会) wo er „Toranomon fukin“ (虎の門付近) – „Am Tora-no-mon“ und andere Bilder zeigte, Bilder, die vom Fauvismus geprägt sind.
Weiter war er ein talentierter Schriftsteller, der Kritiken schrieb und Übersetzungen westlicher Literatur zur Kunst verfasste. Zusammen mit Kishida, Nakagawa Kazumasa und anderen gründete er 1915 die Künstlervereinigung „Sōdosha“ (草土社) auf deren jährlichen Ausstellungen er zu sehen war, wobei sich sein Stil immer mehr der fotografisch getreuen Abbildung näherte. Sein Bild, das er in der Abteilung für Westliche Malerei auf der „Inten“  zeigte, wurde er mit dem Chogyū-Preis geehrt.
1922 beteiligte Kimura sich an der Gründung der  Künstlervereinigung Shun’yōkai, die zum Mittelpunkt seines Schaffens wurde. Zu Beginn der Shōwa-Zeit stellte er Bilder bei der Shun’yōkai aus, die für sein Werk repräsentativ sind, wie „Pan no kai“ (パンの会) oder „Gyūniku-ten chōba“ (牛肉店帳場) – „Kassenraum eines Rindfleischladens“.
Neben Ölgemälden zeichnete Kimura viele Illustrationen zu Büchern wie „Nigorie“ (にごりえ) von Higuchi Ichiyō, „Muteki“ (霧笛) – „Nebelhorn“ von Osaragi Jirō oder „Bokutō Kidan“ (濹東綺譚), publiziert von Nagai Kafū, 1937. Er schrieb Essays wie „Fūzoku-chō“ (風俗帳) – „Sittenbuch“, „Gendai sashie kangae“ (現代挿絵考) – „Überlegungen zur Buchillustrationen der Gegenwart“, „Tōkyō ima mukashi chō“ (東京今昔帳) – „Tōkyō, gestern und heute“.
Posthum erhielt Kimura 1959 für seine bebilderte Schrift „Tōkyō hanjō-ki“ (東京繁昌記) – „Bericht zum glänzenden Tokio“ den Ehrenpreis der Akademie der Künste (日本芸術院恩賜賞).